# STK38
STK38 (англ. Serine/threonine kinase 38) – білок, який кодується однойменним геном, розташованим у людей на короткому плечі 6-ї хромосоми. Довжина поліпептидного ланцюга білка становить 465 амінокислот, а молекулярна маса — 54 190.
| 10         |  | 20         |  | 30         |  | 40         |  | 50         |
| ---------- |  | ---------- |  | ---------- |  | ---------- |  | ---------- |
| MAMTGSTPCS |  | SMSNHTKERV |  | TMTKVTLENF |  | YSNLIAQHEE |  | REMRQKKLEK |
| VMEEEGLKDE |  | EKRLRRSAHA |  | RKETEFLRLK |  | RTRLGLEDFE |  | SLKVIGRGAF |
| GEVRLVQKKD |  | TGHVYAMKIL |  | RKADMLEKEQ |  | VGHIRAERDI |  | LVEADSLWVV |
| KMFYSFQDKL |  | NLYLIMEFLP |  | GGDMMTLLMK |  | KDTLTEEETQ |  | FYIAETVLAI |
| DSIHQLGFIH |  | RDIKPDNLLL |  | DSKGHVKLSD |  | FGLCTGLKKA |  | HRTEFYRNLN |
| HSLPSDFTFQ |  | NMNSKRKAET |  | WKRNRRQLAF |  | STVGTPDYIA |  | PEVFMQTGYN |
| KLCDWWSLGV |  | IMYEMLIGYP |  | PFCSETPQET |  | YKKVMNWKET |  | LTFPPEVPIS |
| EKAKDLILRF |  | CCEWEHRIGA |  | PGVEEIKSNS |  | FFEGVDWEHI |  | RERPAAISIE |
| IKSIDDTSNF |  | DEFPESDILK |  | PTVATSNHPE |  | TDYKNKDWVF |  | INYTYKRFEG |
| LTARGAIPSY |  | MKAAK      |  |            |  |            |  |            |

A: Аланін

C: Цистеїн

D: Аспарагінова кислота

E: Глутамінова кислота

F: Фенілаланін

G: Гліцин

H: Гістидин

I: Ізолейцин

K: Лізин

L: Лейцин

M: Метіонін

N: Аспарагін

P: Пролін

Q: Глутамін

R: Аргінін

S: Серин

T: Треонін

V: Валін

W: Триптофан

Кодований геном білок за функціями належить до трансфераз, кіназ, серин/треонінових протеїнкіназ, фосфопротеїнів. 
Задіяний у такому біологічному процесі, як ацетилювання. 
Білок має сайт для зв'язування з АТФ, нуклеотидами, іонами металів, іоном магнію. 
Локалізований у цитоплазмі, ядрі.